# سنگ‌چشم‌نمای خالدار
سنگ‌چشم‌نمای خالدار (نام علمی: Laniellus albonotatus) پرندهای از خانواده توکایان خندان (Leiothrichidae) است. این گونه بومی جزیره جاوه در اندونزی است، جایی که به جاوه غربی محدود می‌شود.
زیستگاه طبیعی آن جنگل‌های کوهستانی نمناک نیمه‌گرمسیری یا گرمسیری است. نابودی زیستگاه آن را تهدید می‌کند.